# تولنا
تولنا (مجاری: Tolna megye) یکی از استان‌های مجارستان با مساحت ۳۷۰۳٫۱۶ کیلومترمربع و حدود ۲۵۰٬۰۰۰ نفر جمعیت است.